# Rhamphomyia hirtimana
Rhamphomyia hirtimana is een vliegensoort uit de familie van de dansvliegen (Empididae). De wetenschappelijke naam van de soort is voor het eerst geldig gepubliceerd in 1922 door Oldenberg.